# Verbena bonariensis
Verbena bonariensis és un membre de la família verbenàcies conreada com una planta perenne florent o planta herbàcia.
És nativa de la sud-amèrica tropical on creix en la majoria de les regions càlides, des de Colòmbia i el Brasil fins a l'Argentina i Xile.

## Descripció
Verbena bonariensis és una perenne alta i losastrada. Pot créixer 180 cm d'alçada i pot estendre's fins 90 cm d'ample. A la seva maduresa, desenvolupa una base llenyosa. Les flors fragants de lavanda a rosa porpra es troben en grups ajustats situats a les tiges terminals i axil·lars, que floreixen des de mitjans d'estiu fins a les gelades de tardor. La tija és quadrada amb internodos molt llargs. Les fulles són ovades o ovades-lanceolades amb un marge dentat i creixen fins a 10 cm de llarg. .

## Etimologia
Verbena es deriva del llatí, que significa «branca sagrada», en referència a les branques frondoses de verbena (Verbena officinalis) que van ser històricament portades pels sacerdots, utilitzades en corones de flors per a rituals druides, i per a la medicina. Nomenat per Virgili i Plini el Vell.
El seu nom botànic bonariensis significa ‘de Buenos Aires, Argentina.

## Taxonomia i sistemàtica
Verbena bonariensis és membre de les Verbenes sud-americanes, que són poliploïdia i tenen més de 14 cromosomes. Entre elles, forma part d'un llinatge que també pot incloure Verbena intermèdia i sembla molt distant de Verbena litoralis o Verbena montevidensis per exemple.
A vegades, el nom Verbena brasiliensis, verbena brasilera o verbalo brasiler, és trobat per a aquesta espècie. No obstant això, aquest és el resultat d'una barreja amb V. brasiliensis, la verbena brasilera "veritable", que ha estat erròniament referida com V. bonariaensis per diversos botanistes.

### Subespècie
Hi ha dues subespècies anomenades:
- Verbena bonariensis subsp. bonariensis L.
- Verbena bonariensis subsp. conglomerata Briq.

## Cultiu

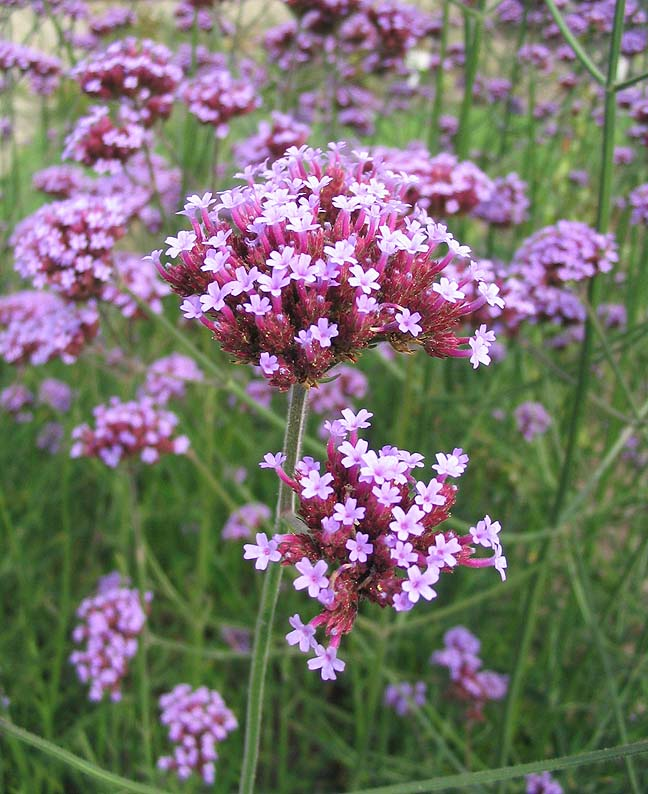

V. bonariensis es conrea com a planta ornamental per a jardins i parcs tradicionals i resistents a la sequera i "pol·linitzadors amfitrions".
És perenne, resistent a les zones climàtiques de resistència 7-11. Es pot conrear anualment en zones on no és resistent a l'hivern i florirà el primer any quan es cultiva a partir de llavors. Els seus llargs entrenusos li donen un aspecte escàs però li permeten barrejar-se i conviure amb altres plantes. Les flors que apareixen a mitjans o finals de l'estiu són molt atractives per a les papallones i proporcionen nèctar a les abelles natives i molts insectes beneficiosos del jardí.
Aquesta espècie creix millor en un sòl ben drenat. Prefereix el sol complet a l'ombra parcial i necessita humitat regular. Té la reputació de ser atacada rarament per plagues d'insectes, però pot ser susceptible al oïdi. V. bonariensis es conrea comunament a partir de llavors que germinen fàcilment sense pretractament, però també pot propagar-se a partir d'esqueixos herbacis de la tija.
Ha guanyat el Award of Garden Merit de la Reial Societat d'Horticultura.

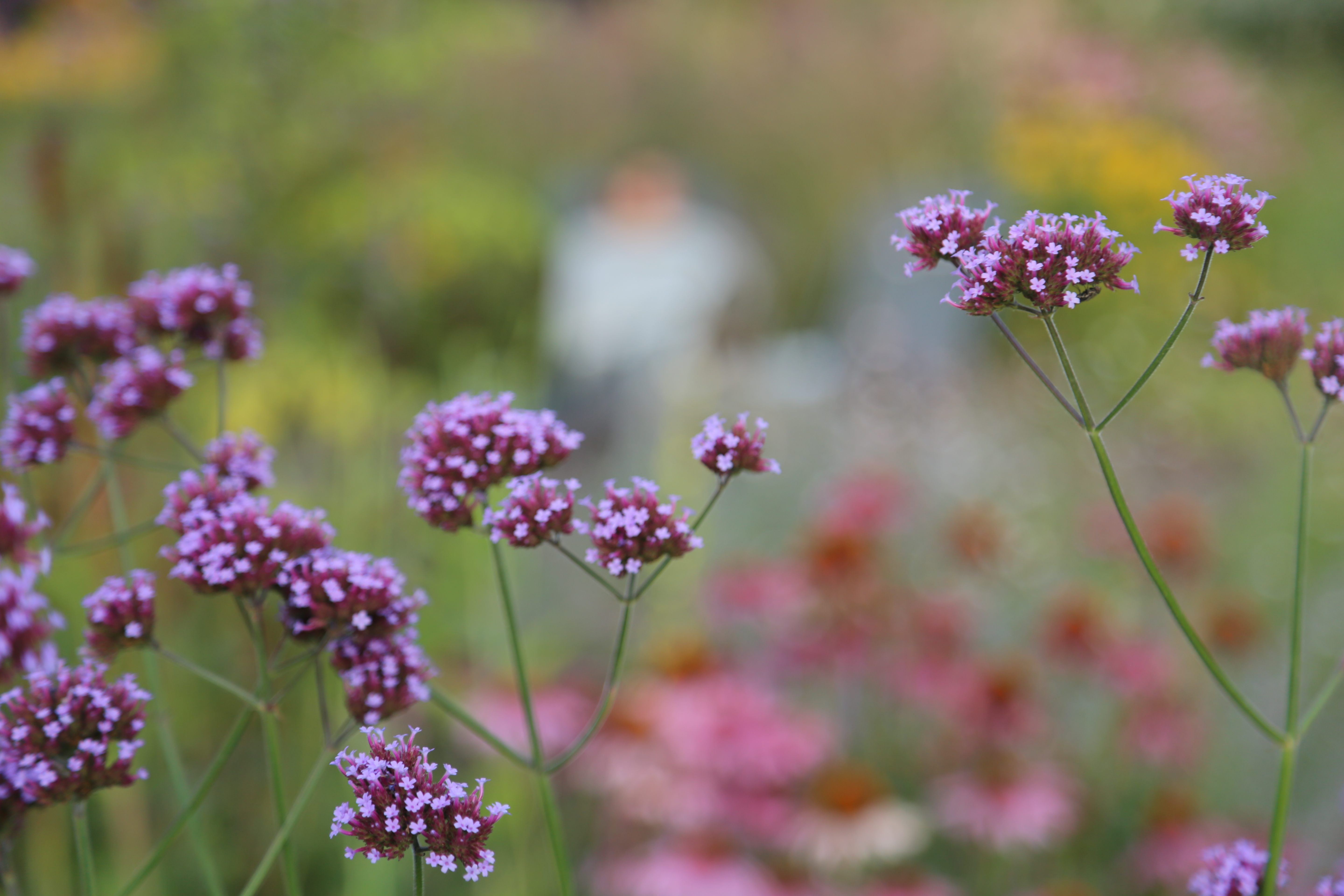

## Espècie invasora
V. bonariensis s'autosembra fàcilment. Aquesta habilitat ha plantejat preocupacions de que pot convertir-se en una espècie invasora i males herbes nocives en hàbitats favorables. S'ha naturalitzat en diversos països del sud dels Estats Units.
Actualment, la planta està en la llista de vigilància d'espècies invasores de l'estat de Washington, naturalitzada a Àfrica tropical i meridional, Àsia temperada, Austràlia, Nova Zelanda, els  Washington, Hawaii), les Índies Occidentals, Macaronèsia i les Illes Mascarenyes. Segons els ecosistemes insulars del Pacífic en risc, es considera una herba a Fiji, Nova Guinea i altres illes del Pacífic Sud.